# Ablaberoides kochi
Ablaberoides kochi är en skalbaggsart som beskrevs av Frey 1975. Ablaberoides kochi ingår i släktet Ablaberoides och familjen Melolonthidae. Inga underarter finns listade i Catalogue of Life.